# Lumiar (métro de Lisbonne)
Lumiar est une station du métro de Lisbonne sur la ligne jaune.